# Úkryt jedenácti

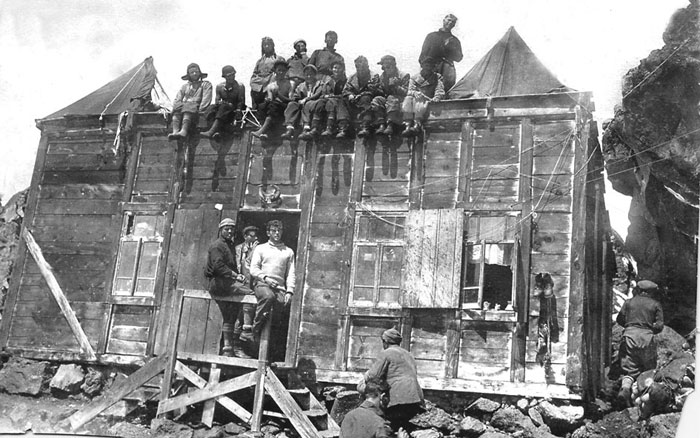
Úkryt jedenácti v roce 1932

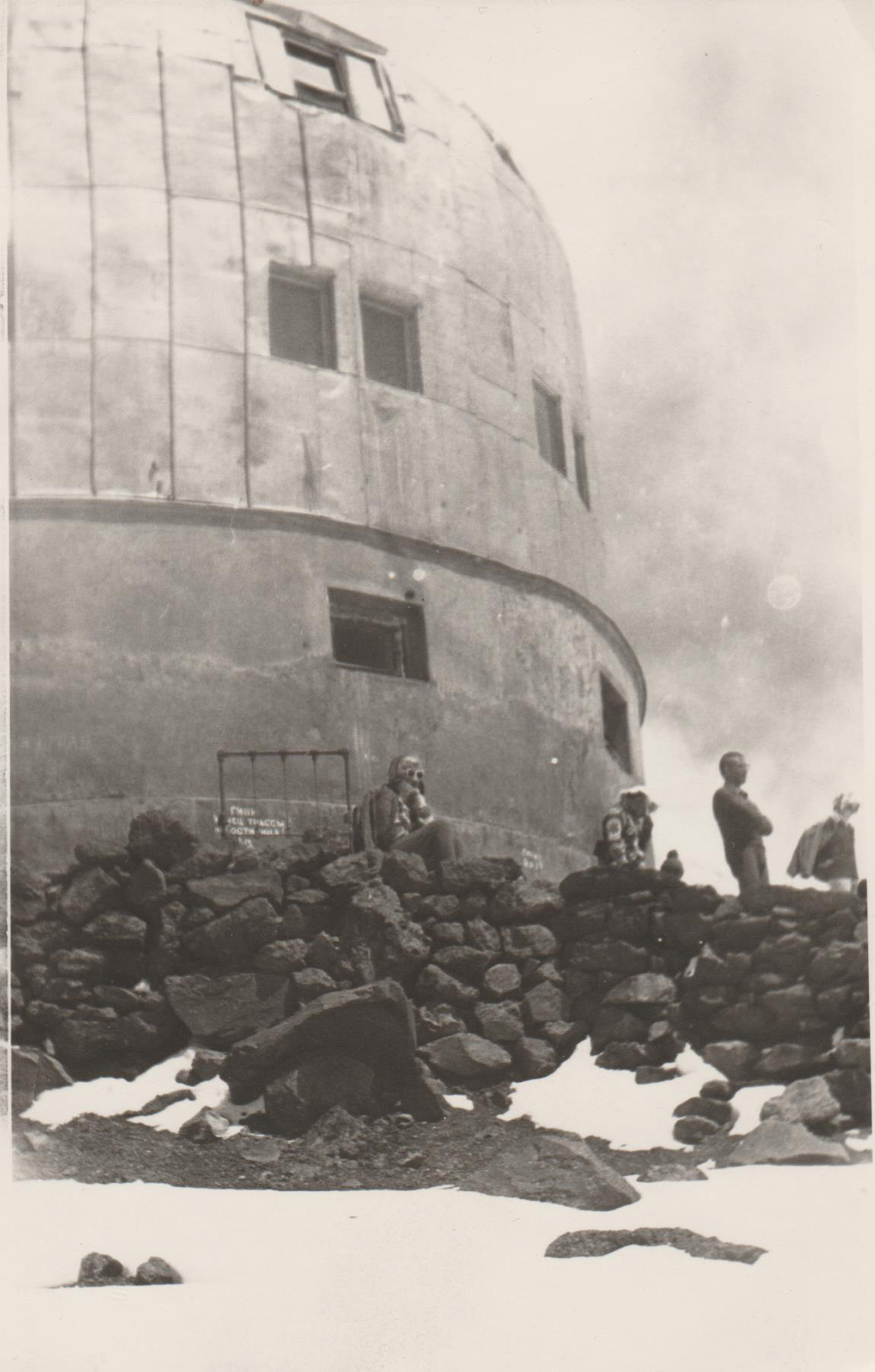
Úkryt jedenácti, rok 1970

Úkryt jedenácti (rusky Приют одиннадцати, Prijut odinnadcati) je hotel pro horolezce na hoře Elbrus (Přielbrusí, Kavkaz) ve výšce 4050 m n. m. Šedesát let to byl nejvýše položený horský hotel v SSSR a poté v Rusku. Nacházel se na jihovýchodním svahu hory Elbrus.

## Vznik
Úkryt jedenácti dostal své jméno roku 1909. Onoho roku jedna ze skupin výletníků Kavkazské horské společnosti (KHS), založené v Pjatigorsku R. R. Leitzingerem, skládající se z 11 členů jdoucích na Elbrus, si zřídila dočasný tábor na skalnatém hřebenu, kde později vyrostla budova Úkrytu jedenácti. Skupina s sebou měla malou zásobu barvy, aby na vrcholu Elbrusu udělala pamětní nápis. Tou stejnou barvou napsali na místo jejich tábořiště nápis „Úkryt 11“. O 20 let později, v létě 1929, postavil slavný sovětský horolezec V. A. Rakovskij na stejném místě dřevěnou chatrč obloženou železnými panely a nápis přemístil na ni. Rakovského Úkryt jedenácti byla poměrně prostorná budova, která mohla pojmout až 40 lidí.

## Výstavba dvoupatrového vysokohorského hotelu
Autorem projektu a stavbyvedoucím vysokohorského dvoupatrového hotelu, schopného ubytovat více než 100 lidí najednou, a který by nahradil Rakovského chatu, byl inženýr, konstruktér prvních domácích vzducholodí, architekt a horolezec Nikolaj Michajlovič Popov. Místo pro stavbu nové budovy bylo vybráno těsně nad tehdy existující chatou. Stavba hotelu začala na jaře 1938. Mezi Ledovou základnou (jak se říkalo konci cesty na Elbrus) a starým Úkrytem jedenácti byly přes ledovcové trhliny postaveny mosty, přes které projížděly karavany s různým stavebním nákladem. Přeprava materiálu začínala časně zrána, dokud slunce nerozpustilo uježděnou sněhovou cestu. Na podzim 1938 byla obytná budova, budova s dieselovým generátorem a kotelna téměř hotové. Budova hotelu měla tvar gondoly vzducholodě. Vrchní část byla zaoblená, aby odolala silnému větru a bouřím. Aby byla budova chráněna před větrem, byly stěny pokryty plechy z pozinkované oceli. Hlavní budova hotelu s oválným půdorysem měla dvě patra. Přízemí bylo kamenné, první a druhé patro bylo z dřevěných trámů. Pro izolaci byly po celém obvodu budovy instalovány speciální tepelně izolační desky. Dokončování interiéru pokračovalo až do pozdní zimy, kdy s nastupujícími mrazy bylo nutné přerušit práce a odvézt všechny dělníky dolů z hory. V následujícím roce byly práce obnoveny a na podzim 1939 hotel uvítal první návštěvníky.

## Uspořádání hotelu
Úkryt jedenácti si několik let držel status nejvýše položeného horského hotelu v Evropě. V přízemí se nacházela kuchyň, sprchy a skladovací prostory. V prvním a druhém třetím patře byly obytné prostory. Místnosti byly určeny pro 2 až 8 osob a byly vybaveny sklápěcími dvoupatrovými poličkami vlakového typu. Pro uložení osobních věcí a vybavení zde byly truhly. Budova měla lakovanou parketovou podlahu, stěny a stropy pokrývala linkrusta. Na stopech byly zavěšené lustry. Bylo tu zavedené ústřední topení, přívod vody a fungovala zde kanalizace. Byla tam kremelská věrtuška (uzavřený systém stranické a vládní telefonní komunikace v SSSR) a sauna (zničena během druhé světové války). Ve druhém patře se nacházela prostorná jídelna, kam se najednou vešlo 50 lidí. Podle odborníků se hotel svým komfortem mohl rovnat prvotřídním hotelům. Jeden z jeho prvních návštěvníků jej žertem nazval „Hotel v oblacích“. Později se tento název vžil.

## Válečné a poválečné období

### Válečné operace v okolí Úkrytu jedenácti

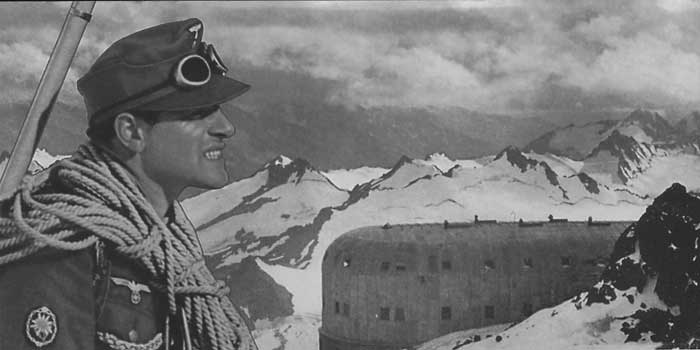
Horští myslivci z 1. horské divize Wehrmachtu u Úkrytu jedenácti

Němečtí horští myslivci 17. srpna 1942 pronikli do oblasti Elbrusu přes průsmyk Chotjutau a pod velením kapitána Grotha obsadili Úkryt jedenácti bez jediného výstřelu. Toho dne (podle H. Grotha to bylo 16. srpna) se v Úkrytu jedenácti nacházel vedoucí meteorologické stanice A. Kovalev, jeho manželka a meteoroložka Z. Kovaleva a radista J. Kučerenko. Meteorologové pokračovali v práci na stanici, protože z Pjatigorsku neobdrželi žádné rozkazy. Téhož dne se k nim z Baksanské soutěsky vypravila skupina tří průzkumníků, vyslaná velením sovětských jednotek umístěných v té době v Baksanské soutěsce. Asi v 10 hodin si průzkumníci všimli, že se z průsmyku Chotjutau pohybuje zástup německých horských myslivců. Část z nich zamířila k stanici Starý obzor, ostatní mířili k Úkrytu jedenácti. Vzhledem k nerovnosti sil se sovětští rozvědčíci a meteorologové rozhodli sestoupit do Baksanské soutěsky a vzít s sebou to nejcennější vybavení. Pod příkrovem mraků, obešli stanici Starý obzor a nepozorovaně sestoupili do údolí Azau. Podle německé verze událostí tohoto dne, která vyvolává značné pochybnosti, úkryt bránil oddíl kyrgyzských vojáků s ruskými důstojníky o síle 45 mužů. Německý velitel horských myslivců, kapitán Heinz Groth, vstoupil neozbrojen do krytu s bílým šátkem v ruce a přesvědčil obránce, aby se bez boje vzdali. Ať už to bylo jakkoliv, Němci Úkryt jedenácti obsadili bez výstřelu.
Po obsazení hotelu němečtí horští myslivci vylezli na Elbrus a 21. srpna tam vyvěsili nacistické vlajky. Hitlerova propaganda využila tuto symbolickou událost jako demonstraci vítězství na Kavkaze. Kavkaz však ve skutečnosti dobyt nebyl. Téměř všechny průsmyky hlavního kavkazského pohoří byly úspěšně bráněny sovětskými jednotkami a nedovolily nepříteli, aby se dostal k Černému moři . Následně se sovětské jednotky opakovaně pokoušely Němce vyhnat z Úkrytu jedenácti. Příznivé terénní podmínky pro obránce a dobře opevněné pozice německých jednotek to však neumožňovaly. Celkem v bojích o hotel padlo přibližně sto sovětských vojáků.
Po porážce německých vojsk u Stalingradu se situace na kavkazské frontě razantně změnila. Německé jednotky byly nuceny opustit Kavkaz kvůli hrozbě obklíčení. Ve dnech 10. až 11. ledna 1943 se německé jednotky horských myslivců stáhly z horního toku u Baksanské soutěsky a opustily Úkryt jedenácti.
Dne 9. února 1943 skupina 20 sovětských horolezců pod vedením A. M. Guseva vylezla k Úkrytu jedenácti, aby splnila rozkaz velení Zakavkazského frontu, a to odstranit nacistické prapory z vrcholu hory Elbrus. Budova hotelu byla poškozena výbuchy bomb, celá jeho fasáda byla poseta dírami po kulkách a poničena šrapnely. Střechu budovy s dieselovým generátorem zničil výbuch. Vše jako důsledek leteckých úderů. Meteorologickou stanici Němci zničili. Hlavní budova byla částečně zasypána sněhem, protože vojáci rozsekali trámy na palivové dříví. Munice a rozbité zbraně ležely rozházené po skalách kolem hotelu. Všude bylo vidět četná zchátralá opevnění a palebná postavení. Potravinové sklady byly vyhozeny do vzduchu nebo byly zality petrolejem.
13. února 1943 byly za špatných povětrnostních podmínek odstraněny zbylé německé prapory ze Západního vrcholu a 17. února také z Východního vrcholu.

### Poválečné období
V roce 1949 si Úkryt jedenácti pronajala na pět let Akademie věd Sovětského Svazu. Ve stejném roce silničáři znovu vybudovali silnici mezi vesnicí Terskol a Ledovou základnou, kterou za války zničily sesuvy půdy a laviny. V tu samou dobu expedice Akademie věd na Elbrus začala s obnovou Ledové základny a Úkrytu jedenácti. Oprava a rekonstrukce hotelu si vyžádaly značné úsilí.
V roce 1950 byl na stanici Starý Obzor postaven kamenný dům, který sloužil jako mezizákladna při výstupu k Úkrytu jedenácti. Rovněž byl obnoven úkryt na horském sedle Elbrusu, jehož oprava si vyžádala přibližně dvě tuny různého stavebního materiálu. Na podzim 1951 bylo z Terskolu do Úkrytu jedenácti nataženo vedení vysokého napětí. Dráty elektrického vedení byly vyrobeny na zakázku z 8-10 mm tlustého ocelového lana, aby vydržely silné poryvy větru. Sloupy elektrického vedení vedly přes ledovec. V roce 1952 bylo kvůli zimnímu pohybu ledovce zničeno elektrické vedení. Některé stožáry se propadly do trhlin a na povrchu ledovce byly vidět pouze jejich vrcholy.

V zimě 1952 Elbruská expedice přesunula svou observatoř z Úkrytu jedenácti na Ledovou základnu, kam se náklad přivážel terénními vozidly. To umožnilo upustit od nákladné přepravy nákladu přes ledovec jaky a koňmi. 

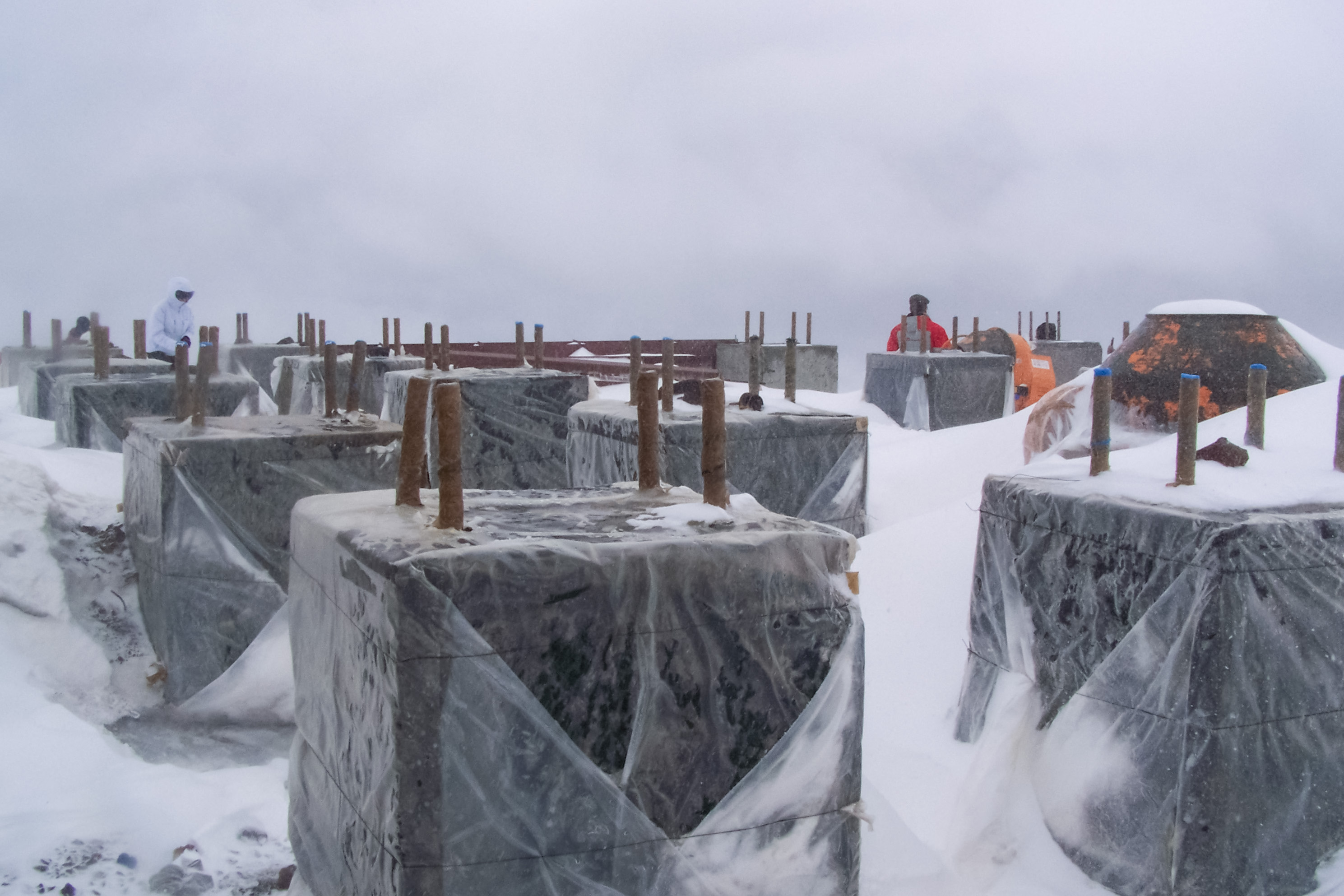
Podpěry nové budovy úkrytu

Od doby konce druhé světové války sloužil Úkryt jedenácti jako místo, odkud na Elbrus lezly četné skupiny horolezců z celého světa. Ve druhém patře díky nadšencům vzniklo muzeum.
Dne 16. srpna 1998 prakticky opuštěný Úkryt jedenácti vyhořel z důvodu porušení pravidel požární bezpečnosti. Požár byl pravděpodobně založen turistou z České republiky a jeho ruskými průvodci. Od roku 2001 horolezce vítá nový přístřešek postavený na místě staré budovy s dieselovým generátorem. V současné době je stará vyhořelá budova kompletně rozebraná. Budova s generátorem byla přestavěna na přístřešek pro 50-70 lidí. Kolem něj a budovy bývalého Úkrytu jedenácti byly instalovány dvě desítky obytných kontejnerů spolu s nově postaveným úkrytem Maria. Těsně nad Úkrytem jedenácti je pamětní kámen věnovaný horolezcům, kteří na Elbrusu zahynuli.

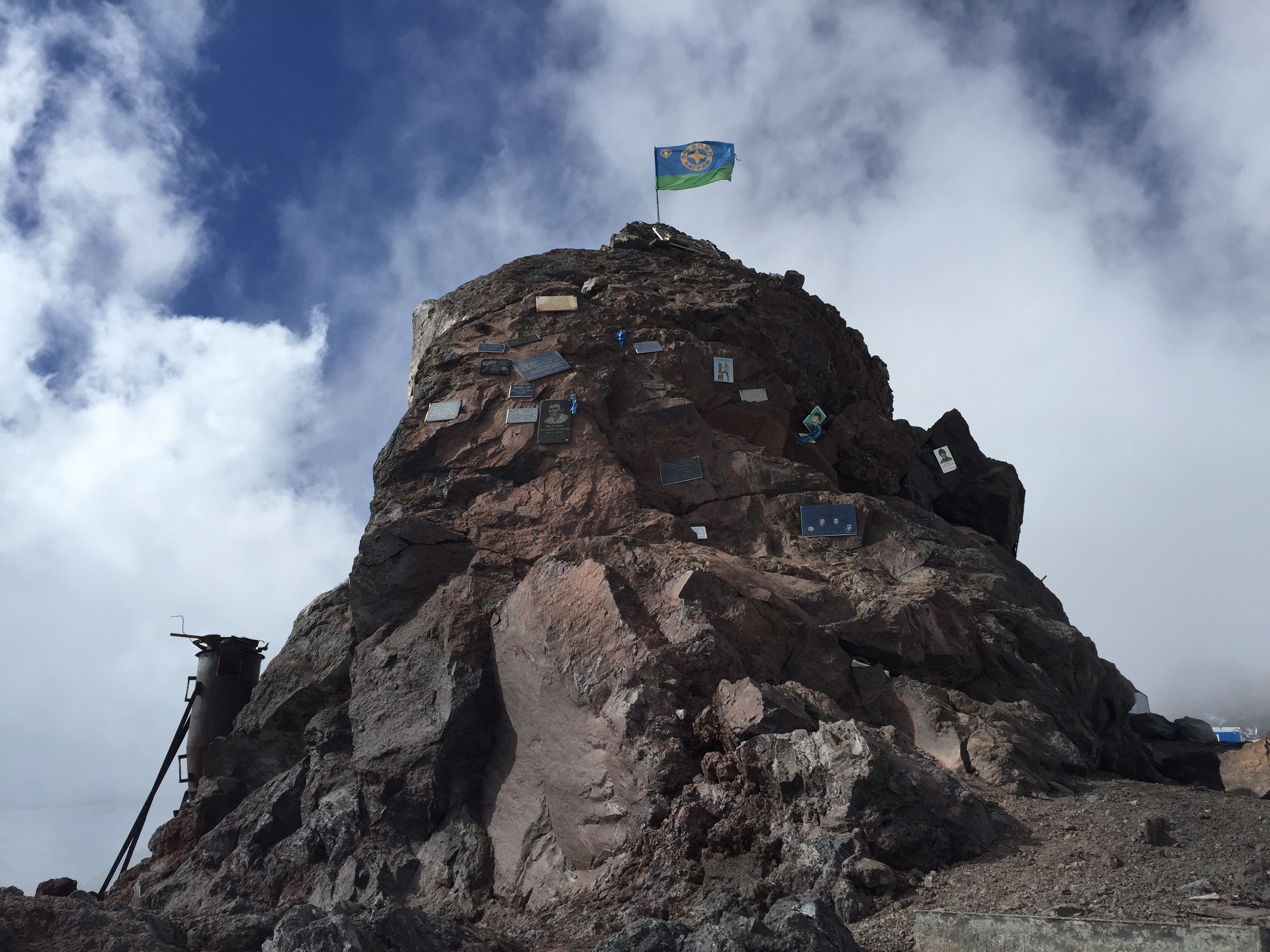
Pomník horolezcům poblíž Úkrytu jedenácti

## Hotel ve filmu
- Záběry dvoupatrového hotelu lze vidět v dokumentárním filmu Soudruzi ve znamení protěže (1943, režie Wolfgang Gorter)
- Na začátku a na konci sci-fi filmu Zkouška pilota Pirxe (1979)
- Horští střelci – sedmá epizoda z filmové série Osvoboditelé (2010)
- Bitva o Kavkaz – osmá epizoda z filmové série Velká vlastenecká válka (2012)

### Topografické mapy
- Mapa K-38-25 Sguriši (K-38-25 Сгуриши). Měřítko: 1 : 100 000. Stav terénu k roku 1985. Vydáno: 1989